# Архипцев, Владимир Онуфриевич
Владимир Онуфриевич Архипцев — советский государственный и хозяйственный деятель.

## Биография
Родился в 1910 году в Орше. Белорус. Член КПСС с 1930 года.
В 1929—1980 гг.: —
- строительный мастер, организатор и руководитель строительства железных дорог.
- руководитель в военно-восстановительных службах, Управлении строительно-восстановительных работ Московско-Донбасской дороги. * участник восстановления прифронтовых железнодорожных линий в составе Брянского, Центрального и 1-го Белорусского фронтов.
- заместитель министра морского флота СССР по строительству,
- начальник Главного управления по строительству морских сооружений.
- начальник Технического управления Минтрансстроя СССР,
- главный редактор журнала «Транспортное строительство»,
- начальник Главного управления железнодорожного строительства Казахстана и Средней Азии,
- заместитель министра транспортного строительства СССР.

Умер в Москве в 1986 году.